# Shivaji
Shivaji Bhosle (शिवाजी भोसले IPA: [ʃiʋaˑɟiˑraˑɟeˑ bʱoˑs(ə)leˑ]; 19 de febrer de 1630 – 3 d'abril de 1680), popularment conegut com a Chhatrapati Shivaji Maharaj (छत्रपती शिवाजी महाराज) va ser un guerrer maratha que va fundar el Regne Maratha. Shivaji Bhosle va dirigir la revolta per alliberar els Marathas del Sultanat de Bijapur i va atacar i es va defensar de l'imperi Mogol. Va crear un regne Maratha independent amb Raigad com la seva capital. Va esdevenir rei coronat Chatrapati del Regne Maratha el 1674.
Shivaji abraçava la ideologia Hindavi Swarajya (autogovern dels indígenes). Va aconseguir el restabliment el govern Maratha a la seva terra, després d'haver estat governats i dominats per diverses dinasties musulmanes durant centenars d'anys. Va establir un govern civil competent i progressiu amb l'ajuda d'un exèrcit ben regulat i disciplinat i d'unes organitzacions administratives ben estructurades. Les freqüents pràctiques de tractar les dones com a botí de guerra, la destrucció de monuments religiosos, l'esclavitud i les conversions religioses forçoses van rebre una oposició ferma sota la seva administració. Shivaji va ser un religiós hindú, que va mostrar respecte vers les altres religions. També va innovar en tàctiques d'intervenció militar de l'època. Va ser pioner del Shiva sutra o Ganimi Kava (tàctiques de guerrilla), en la qual va utilitzar factors estratègics com la demografia, la velocitat i la sorpresa, i es va centrar a derrotar els seus enemics més grans i poderosos.

## Joventut
Les primeres descripcions del naixement i l'adolescència de Shivaji es troben en les obres escrites uns anys després de la seva mort. A la seva època, Shivaji va esdevenir una figura semillegendària, fins al punt que diversos contes populars i històries s'havien desenvolupat al voltant de la seva llegenda.

Shivaji va néixer al Fort de Shivneri, prop de la ciutat de Junnar. Mentre Jijabai estava embarassada, va resar a la deïtat local Shivai pel bé del seu nadó esperat. Shivaji va rebre el nom d'aquesta deïtat local.
No hi ha registres contemporanis de la data de naixement exacte i l'adolescència de Shivaji. Hi ha diverses dates de naixement de Shivaji que provenen de diferents fonts: 
- el tercer dia de la lluna fosca de Phalguna, de l'any 1551 del calendari Saka (19 de febrer de 1630).[2] Aquesta data és acceptada pel govern de l'estat de Maharashtra, com la data oficial de naixement de Shivaji.[9]
- el segon dia de la mitja llum de Vaisakha de l'any 1549 del calendari Saka.[2] (Thursday, 6 April 1627), or other dates near this day.[8][10]

Shaji Bhonsle, pare de Shivaji, var el cap d'una banda de guerrers mercenaris que van servir a les ordres dels Sultanats de Dècan. La seva mare va ser Jijabai, la filla de Lakhuji Jadhav de Sindkhed Raja. A l'època del naixement de Shivaji, el poder al Dècan estava compartit entre tres sultanats islàmics, el de Bijapur, el d'Ahmednagar, i el de Golconda. Shaji va anar canviant la seva lleialtat entre el Sultanat d'Ahmadnagar, el Sultanat de Bijapur i els mogols, però sempre va mantenir el seu jagir (feu) a Poona i el seu petit exèrcit amb ell.
D'acord amb el Tarikh-i-Shivaji (un registre detallat de la vida i obra de Shivaji), Shaji va situar el seu Jagir (feu) a la regió de Poona sota l'administració de Dadoji Konddeo, que havia demostrat unes bons dots administratius com a kulkarni (administrador) de Malthan. Shaji va demanar a Dadoji Konddev que portes a Jijabai i a Shivaji de Shivneri a Poona, i el va designar com el seu tutor. Dadoji Konddeo va entrenar personalment a Shivaji, i també va nomenar altres excel·lents professors per a ell. En poc temps, Shivaji va esdevenir un hàbil espadatxí, un estrateg i un genet consumat, rigorosament entrenat per guerrers Maratha com Baji Pasalkar. A dotze anys, Shivaji va ser portat a Banglore on va ser entrenat més formalment. A catorze anys, va retornar a Poona.
Shivaji va ser extremadament devot de la seva mare. Jijabai va portar una vida profundament religiosa i gairebé ascètica en aïllament virtual. Aquest entorn religiós va exercir una profunda influència sobre Shivaji. Va estudiar les dues grans epopeies hindús, el Ramayana i el Mahabharata, escoltant recitacions i narracions de contes. La moralitat i els missatges espirituals de les epopeies li van causar una gran impressió. Estava profundament interessat en els ensenyaments religiosos, fet que el va fer buscar la companyia de sants hindús i sufi (una secta musulmana) durant tota la seva vida.
Com a administrador del Jagir de Shaji, a Dadoji Konddeo se li va concedir un control complet sobre la regió de Maval. Es va guanyar a la majoria dels deshpande (cap) locals de Maval, i va sotmetre als altres. Shivaji va escollir d'aquesta regió, als seus primers homes de confiança i a un gran nombre dels seus soldats, entre els quals cal destacar a Yesaji Kank, Baji Pasalkar i Tanaji Malusare. En companyia dels seus camarades de Maval, el jove Shivaji va explorar els turons i els boscos de la serralada de Sahyadri, per enfortir-se i obtenir un coneixement de la terra de primera mà. El 1639, va comandar un fort i lleial grup d'oficials i soldats.

## Confrontació amb els soldanats de la regió
El 1645, a l'edat de 16 anys, Shivaji va dur a terme la seva primera intervenció militar, atacant i capturant el Fort Torna del regne de Bijapur. El 1647va captura els forts de Kondana i Rajgad, i va obtenir el control sobre gran part del sud de la regió de Poona. El 1654 Shivaji va capturar forts als Ghats Occidentals i al llarg de la costa de Konkan. En un intent de contenir a Shivaji, Mohammed Adil Shah va empresonar al pare de Shivaji el 1648-1649 i va enviar un exèrcit, comandat per Farradkha, contra Sambhaji, germà gran de Shivaji, a Bangalore, i un altre exèrcit, comandat per Fattekhan, contra Shivaji a Purandhar. Els dos germans Bhonsle va derrotar els exèrcits invasors. Shivaji va sol·licitar a Dara Shikoh, fill de l'emperador Shahjahan i governador de Dècan, suport per assegurar l'alliberament del seu pare, prometent-li lleialtat als Mogols. Els mogols van reconèixer a Shivaji com a Sardar mogol i van pressionar a Adil Shah perquè alliberes a Shaji. A canvi, Shivaji va haver de cedir una fortalesa i Sambhaji va haver de cedir la ciutat de Bangalore i una fortalesa a Adil Shah.

### Batalles

#### Pratapgad

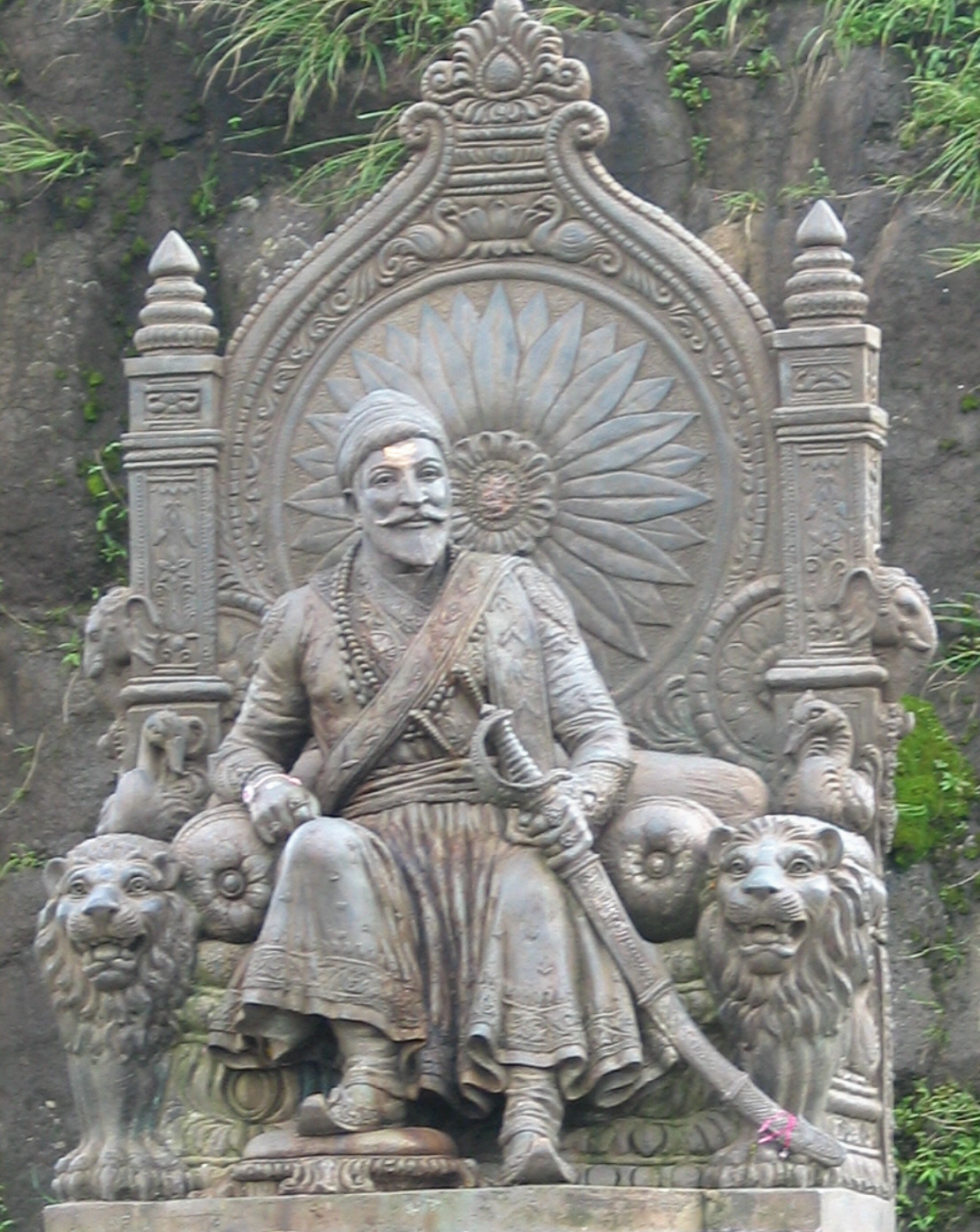
Chhatrapati Shivaji Raje Bhosle (estàtua a Raigad)

Adil Shah va enviar a Afzal Khan, un comandant experimentat i un guerrer consumat, a destruir a Shivaji en un esforç per esclafar el que entenia com una revolta de la regió. Després de sortir de Bijapur, Afzal Khan va profanar temples hindús a Tuljapur i Pandharpur, amb l'esperança d'atreure a les planes a un Shivaji emocionalment sobreexcitat amb el seu exèrcit limitat per prendre represàlies, fet que el portaria a ell i a l'exèrcit de Bijapur a destruir-lo fàcilment, donat que Afzal comandava un exèrcit numèricament més gran, millor armat i més professional que el de Shivaji. Sospesant acuradament les seves opcions, Shivaji va decidir estratègicament enfrontar-se i sorprendre a Afzal Khan en el seu propi terreny amb el pretext de negociacions diplomàtiques. Shivaji va enviar un missatge a Afzal Khan indicant que no estava disposat a la confrontació i buscava alguna mena d'entesa. Es va acordar una reunió entre Afzal Khan i Shivaji als peus del Fort Pratapgad.
Esperant certs estratagemes per part d'Afzal Khan, Shivaji es va armar per la reunió amb un bichhwa (una daga) i un wagh nakh (urpes de tigre) ocults i es va vestir una chilkhat (cota de malla) sota la roba. El que va passar durant la reunió no va ser registrat pels escribes, però la llegenda diu que Afzal Khan va pretendre abraçar amablement a Shivaji, segons el costum, i va intentar apunyalar-lo per l'esquena amb un kataar (una daga curta enfundada a la cintura). L'agilitat, la força i l'armadura de Shivaji, a més d'estar preparat, li van permetre sobreviure a l'atac. Shivaji va treure el seu wagh nakh i va contraatacar esbudellant Afzal Khan. Sayyed Banda, guardaespatlles d'Afzal Khan, en resposta, va carregar contra Shivaji, però va ser interceptat per Jiva Mahala, guardaespatlles personal de Shivaji, que li va tallar una mà amb un Dandpatta (una espasa medieval curta). Mentrestant, Afzal Khan va sortir de la tenda a batzegades, subjectant les ferides, per obtenir ajuda i es va ensorrar en un palanquí, però va ser ràpidament decapitat per Sambhaji Kavji Kondhalkar, camarada de Shivaji, abans que pogués donar la veu d'alarma. Krishnaji Bhaskar, un braman que era assessor legal d'Afzal Khan, va atacar a Shivaji mentre Afzal Khan sortia a batzegades de la tenda. Va dirigir violentament la seva espasa al cap de Shivaji, però aquest va reaccionar ràpidament i va matar Krishnaji.
En la subsegüent Batalla de Pratapgarh que es va produir en el dens bosc de Jawli el 30 de novembre de 1659, l'exèrcit de Shivaji va atacar les forces de Bijapur (d'Afzal Khan) i les va comprometre amb ràpides maniobra. Poc després de la mort d'Afzal Khan, Shivaji va pujar ràpidament el pendent en direcció al fort de Pratapgarh amb els seus lloctinents i va ordenar disparar als canons. Aquest era un senyal dirigit a la seva infanteria, la qual estava estratègicament situada sota la cobertura de la densa vegetació de la vall, perquè ataques immediatament les forces d'Afzal Khan. Les tropes Maratha comandades per Kanhoji Jedhe van atacar a 1.500 mosqueters i els van destruir als peus del fort. Aleshores, en un ràpid moviment, una secció de les forces de Bijapur comandada per Musekhan, va ser atacada. Musekhan va ser ferit i va fugir, abandonant als seus soldats que van ser delmats posteriorment per les tropes Maratha.
El comandant Moropant Pingale va portar la infanteria pel flanc esquerre de les tropes de Bijapur. El sobtat atac a prop als quarters, va fer inútil l'artilleria del fort. Al mateix temps, el comandant Ragho Atre va atacar ràpidament a la cavalleria abans que estigues completament preparada per la batalla i la va eliminar gairebé del tot. La cavalleria de Shivaji encapçalada per Netaji Palkar es va precipitar cap a Wai en persecució de les forces en retirada que tractaven d'unir-se a les forces de reserva estacionades allà. Les forces en retirada d'Afzal Khan es van veure obligades i a lluitar i van ser finalment derrotades.
Aquesta clara i indiscutible victòria va convertir a Shivaji en un heroi Maratha i en una figura llegendària entre la seva gent. La gran quantitat d'armes, cavalls i armadures capturades, juntament amb altres materials, va ajudar a reforçar el naixent i emergent exèrcit Maratha. A partir d'aleshores, l'emperador mogol Aurangzeb, va identificar a Shivaji com la més gran amenaça per al poderós Imperi Mogol. Poc després, Shivaji, Shaji i Netaji Palkar (cap de la cavalleria Maratha) van decidir atacar i derrotar el regne Adilshahi a Bijapur, però les coses no van sortir com s'havien planejat, ja que la salut de Shaji es va deteriorar i es van veure obligats a posposar l'atac. No obstant això, Netaji Palkar va dur a terme aquesta missió amb atacs a petita escala i assetjament militar al regne Adilshahi.
Posteriorment, el Sultà de Bijapur va enviar un exèrcit d'elit Paixtu format principalment per mercenaris afganesos, per sotmetre i derrotar Shivaji abans que pogués reforçar substancialment el seu exèrcit. En la subsegüent batalla, l'exèrcit Paixtu de Bijapur va ser derrotat per les tropes Maratha. Aquesta batalla intensa i sanguinolenta va acabar amb la rendició incondicional de les forces de Bijapuri.

#### Kolhapur
Per contrarestar la pèrdua de Pratapgad i derrotar el novament emergent poder Maratha, un altre exèrcit, aquest cop format per més de 10.000 soldats, va ser enviat contra Shivaji, comandat pel reconegut general Rustamjaman.
Amb una cavalleria formada per 5.000 Marathas, Shivaji els va atacar prop de Kolhapur el 28 de desembre de 1659. En un ràpid moviment, Shivaji va conduir un atac frontal al centre de forces enemigues mentre les altres dues parts de la seva cavalleria atacaven els flancs. La batalla va durar diverses hores i al final, les forces de Bijapuri van ser completament derrotades i Rustamjaman va fugir ignominiosament del camp de batalla. Les forces de l'Adil Shah van perdre uns 2.000 cavalls i 12 elefants. Aquesta victòria va alarmar al poderós imperi Mogol, que es va referir a Shivaji que el va titllar de "Rata de muntanya". L'emperador Aurangzeb va preparar activament tot el poder i els recursos de l'imperi Mogol per esclafar la potencial amenaça Maratha.
A petició de Badi Begum de Bijapur, el gener de 1660, Aurangzeb va enviar al seu oncle matern Shaista Khan amb un exèrcit de 100.000 i una poderosa divisió d'artilleria, per derrotar Shivaji. Shaista Khan va està acompanyat per destacats comandants com Turktaj, Hussain, Haider, Naamdar Khan, Kartalab Khan, Uzbek Khan, Fateh Jung i Rajputs de renom com Bhau Singh, Shyam Singh, Rai Singh Sisodiya, Pradyuman i molts més. Shaista Khan era un comandant experimentat que havia derrotat a Shaji el 1636, a la mateixa regió. Va rebre les ordres d'atacar el regne Maratha conjuntament amb l'exèrcit de Bijapur, dirigit per Siddi Jauhar. Aurangzeb va ordenar a Shaista Khan la captura del regne Maratha per annexar-lo a l'imperi (tenia la intenció d'enganyar a l'Adil Shah), un cop Jauhar aconseguís l'esperada derrota de Shivaji. Shivaji va preparar-se per enfrontar-se a un atac combinat de les forces Mogols i de l'Adil Shah.

### Setge de Panhala
Segons termes dels plans de l'aliança Mogol-Adil Shah, l'Adil Shah va enviar el 1660 a Siddi Jauhar, un general talentós, per atacar a Shivaji a les seves fronteres del sud, en un atac precedent a l'atac principal Mogol des del nord. Va ordenar al seu exèrcit de 40.000 soldats situats al nord de Kolhapur, que s'enfrontés i derrotes a Shivaji com a part de la seva gran aliança amb l'emperador Mogol Aurangzeb. Per derrotar a Shivaji, es va assegurar el suport de cacics locals com Jasvantrao Dalvi de Palavani i Suryarao Surve de Sringarpur. En aquest moment, Shivaji estava acampat al Fort de Panhala, prop de l'actual Kolhapur, amb 8.000 Marathas.
L'exèrcit Siddi Jauhar va assetjar Panhala el 2 de març de 1660, tallant les rutes de proveïment del fort. Ajudant al setge hi havia: Baji Ghorpade i Siddi Masud des de l'oest, Sadat khan i Bhai khan des del nord, Rustam Zaman i Bade kan des de l'est, i Siddi Jauhar i Fazal Khan des del sud. Netaji Palkar, el comandant de les forces Maratha, estava de missió fora de Panhala assetjant i atacant el territori de l'Adil Shah, i no va poder acudir en ajuda de Shivaji. En aquell moment, Shaista Khan s'havia desplaçat de Baramati a Shirwal.
Panhala era un fort formidable i l'exèrcit de l'Adil Shah va ser rebutjat en repetides ocasions amb foc de canó eficaç i pluges de pedres pesants. Siddi Jauhar es va dirigir a Henry Revington, el cap britànic del port de Rajapur, per cercar canons més poderosos i de més llarg abast. Henry va decidir ajudar-lo a canvi de futurs favors, i van començar a disparar sobre el Fort de Panhala. Malgrat això, els Marathas van seguir defensant Panhala i mantenint a ratlla a Siddi Jauhar.
Els Marathas, fins i tot, van assaltar el campament enemic en algunes ocasions, però sens gaire èxit. No obstant això, en una d'aquestes incursions, Tryambak Bhaskar i Kondaji Farzand es van presentar davant dels britànics i les forces d'Adil Shah com a aliats. Van baixar al campament enemic i es van trobar amb Henry Revington i els seus aliats. Es van organitzar per matar un oficial britànic i van ferir a Henry. Van aconseguir sabotejar els canons i fer-los inútils. Jauhar va reaccionar endurint encara més el setge.
Jauhar va fer mans i mànigues per assegurar-se que el setge al voltant de Panhala fos inflexible, i personalment va tenir molta cura que cap membre del seu exèrcit es relaxés. Es va enfrontar a la temporada dels monsons i va continuar el setge, fins i tot, durant els aiguats més pesats. Quan va tenir notícies de l'encara més dur setge de Panhala, Netaji Palkar va retornar de Bijapur i va atacar les forces d'Adil Shah al voltant de Panhala. Va tractar de trencar el setge però les seves forces més petites van ser rebutjats per un exèrcit molt més gran de l'Adil Shah.
A partir d'aquest moment, Shivaji va decidir escapar al fort proper de Vishalgad, on podria reagrupar els seus soldats. Aleshores va enviar missatges enganyosos a Siddi Jauhar indicant que estava disposat a negociar i buscava un acord. Amb aquestes notícies, els soldats d'Adil Shah es van relaxar lleugerament i Shivaji va poder fugir emparat per una tempesta nocturna el 12 de juliol de 1660.
Mentrestant, els soldats de Jauhar van capturar un petit grup de Marathas en què aparentment s'hi trobava el mateix Shivaji, però de seguida es van adonar que Shiva Kashid només tenia un aspecte semblant, ja que s'havia vestit com Shivaji i havia estat enviat en una maniobra de distracció que facilites l'autèntica fugida de Shivaji. Els soldats de Siddi Johar es van adonar que l'impostor era el barber de Shivaji, i que Shivaji i el seu exèrcit es dirigien a Vishalgad. Immediatament després, es va produir una persecució massiva per interceptar a Shivaji i acabar amb ell i el seu exèrcit, d'una vegada per totes.

#### Pavan Khind
En observar que la cavalleria enemiga s'apropava a ell ràpidament, Shivaji va tractar d'evitar la derrota i la captura. Baji Prabhu Deshpande, un Sardar Maratha, juntament amb 300 soldats, es va oferir voluntàriament per lluitar a mort per aturar a l'enemic a Ghod Khind (un pas de muntanya de Gajapur, a 4 quilòmetres de Vishalgad) per donar a Shivaji i la resta del seu exèrcit l'oportunitat d'assolir la seguretat del fort de Vishalgad.
En la subsegüent Batalla de Pavan Khind, Baji Prabhu Deshpande va lluitar sense descans. Va ser fatalment ferit, però es va mantenir i va continuar lluitant fins que va sentir el foc d'un canó de Vishalgad, en senyal que Shivaji havia arribat al fort. El resultat d'aquesta intensa i heroica batalla, va ser la mort de 300 Marathas i 1.286 soldats de les tropes d'Adil Shah, que es van enfrontar en un combat ferotge cos a cos, que va permetre a Shivaji assolir la seguretat del fort el 13 de juliol de 1660. A partir d'aquest moment, es va produir una treva entre Shivaji i Mohammed Adil Shah a través de Shaji, reconeixent formalment la independència del regne de Shivaji.
A més, com a termes d'aquest acord, el Fort de Panhala va ser atorgat a Siddi Johar. Ghod Khind (khind: un estret pas de muntanya) va passar a dir-se Pavan Khind (pas sagrat) en honor de Bajiprabhu Deshpande, Shibosingh Jadhav, Fuloji, els membres de la comunitat Bandal i tots els soldats que van lluitar a Ghod Khind (els membres de la comunitat Bandal van ser especialment escollits per Shivaji mentre fugien de Panhala, pel seu coneixement de la regió, la seva habilitat d'escalada i les seves qualitats marcials). Avui en dia, encara hi ha un petit monument commemoratiu al pas, en reconeixement de l'heroisme de Bajiprabhu i els seus homes.
Aquest tractat es va mantenir en vigor fins a la mort de Shaji. Posteriorment, els Marathas es van convertir en un poder formal i reconegut al Dècan. Sota sospita de traïció, el lleial, ferm, dedicat i honorable Siddi Jauhar va ser enverinat de mort per l'Adil Shah per una suposada deslleialtat en permetre la que Shivaji sortís victoriós contra el soldanat.

## Atac als britànics, al Raja Jaswantrao i al Raja Suryarao
Shivaji va desviar la seva atenció cap als britànics del Fort de Rajapur a la costa de Ratnagiri. El cap britànic Henry Revington havia donat suport a Siddi Jauhar, i apostar fortament contra els Marathas. Henry no només va proporcionar artilleria avançada a Siddi Jauhar durant el setge de Panhala, sinó que també va proporcionar els homes necessaris per operar els canons, i anteriorment a això havia tractat deshonrosament als Marathas. Com a resultat d'això, Shivaji va concloure que aquests estrangers feien veure que eren simplement comerciants, però que en realitat tenien l'ambició de crear i estendre el seu propi domini.
Per tant, Shivaji va decidir atacar el port de Rajapur, que era un dels pocs llocs fortificats que tenien els britànics, sota el pretext de comerciar. El mateix Shivaji va marxar cap al port de Rajapur. Els britànics van tractar de calmar Shivaji acceptant que havia estat un error seu ajudar a Jauhar i assegurant que no es tornaria a produir. Shivaji ja no podia confiar en els britànics i va arrestar tots els anglesos del port de Rajapur i els va confiscar els seus Waakhaar (propietats comercials).
Shivaji va tractar aleshores de posar a Jaswantrao Dalvi (Rajà de Palwan) i a Suryarao Surve (Rajà de Sringarpur), que havien ajudat a Siddi Jauhar durant els setges de Vishalgad i Panhala, sota la seva administració. Shivaji es va dirigir a Palwan, però el poruc Jaswantrao va fugir. Aleshores Shivahi, en un gest de magnanimitat, va estendre una mà amistosa a Suryarao i el va tractar de convèncer de la necessitat d'unir-se per lluitar contra les potències estrangeres. Suryarao va acceptar l'oferiment i va assegurar-li que proporcionaria subministraments a l'exèrcit de Shivaji estacionat prop de Sringarpur mentre Shivaji estigues fora. No obstant això, Suryarao en un acte de traïció va atacar a l'incaut exèrcit Maratha. L'exèrcit Maratha, dirigit per Tanaji Malusare, es va enfrontar als homes de Suryarao i van rebutjar el seu atac. Furiós per la traïció de Suryarao, Shivaji va tornar i va atacar i capturar Sringarpur.

## Xoc amb els Mogols

### Conquesta de Konkan
Shaista Khan va enviar el 3 de febrer de 1661 a Kartalab Khan, un general uzbek, amb la missió d'atacar i reduir el nombre de forts sota control de Shivaji a la regió de Konkan. Va deixar el seu campament prop de Poona acompanyat de 30.000 soldats. Aquesta vegada els Mogols no va marxar obertament i va prendre rutes tortuoses, per tractar de sorprendre Shivaji. En lloc d'això, Shivaji els va sorprendre a ells en el pas conegut com a Umber Khind (en un bosc dens, prop de l'actual Penn), i els va atacar per totes bandes. Els Marathas, ocults en l'espessor del bosc, van atacar l'exèrcit Mogol executant una ben coordinada emboscada. El mateix Shivaji es va situar al capdavant d'una unitat d'elit de cavalleria. Els altres tres costats van ser flanquejats per la infanteria lleugera de Shivaji.
En un ben coordinat moviment entre la infanteria lleugera i la cavalleria, Shivaji es va imposar sobre els atacants. Una comandant Maratha, Raibagan, que co-liderava les forces Mogols, va analitzar la situació i es va adonar que la derrota era imminent i va aconsellar a Kartalab Khan que acceptes la derrota i que inicies un compromís amb Shivaji. Quatre hores després de l'atac, l'enemic va acceptar la derrota i va rendir tots els subministraments, armes i béns. L'exèrcit Mogol va patir moltes baixes. Es va permetre un pas segur a l'exèrcit derrotat, i Kartalab Khan i Raibagan van ser alliberats amb honor, d'acord amb els termes de Shivaji i la seva política vers les dones i els civils desarmats.

### Shaista Khan
Shaista Khan va rebre d'Aurangzeb les ordres d'atacar a Shivaji en virtut a l'acord entre els Mogols i l'Adil Shah. Shaista Khan, amb el seu exèrcit millor equipat i aprovisionat de 100.000 soldats que era diversos cops més nombrós que les forces Maratha, va confiscar Poona i el proper Fort de Chakan. En aquell moment, Firangoji Narsala era el killedar (comandant) del Fort de Chakan, el qual estava defensat per entre 300 i 350 soldats Maratha. Van ser capaços de resistir l'atac Mogol sobre el fort durant un mes i mig. Aleshores, un burj (muralla exterior) va ser volat amb explosius. Això va crear una obertura en el fort que va permetre les hordes de Mogols trencar la part exterior de la fortalesa. El mateix Firangoji va dirigir l'atac Maratha contra el més nombrós exèrcit Mogol. Finalment, el fort va caure amb la captura de Firangoji, el qual va ser portat davant Shaista Khan, que, apreciant el seu valor, li va oferir un jahagir (un càrrec militar) amb la condició que s'unís a les forces Mogols, però Firangoji va declinar l'oferiment. Admirant la seva lleialtat, Shaista Khan va indultar en Firangoji i el va deixar en llibertat. Firangoji va tornar a casa i Shivaji li va atorgar el Fort de Bhupalgad.
Shaista Khan, aprofitant l'avantatge de comptar amb un exèrcit Mogol més nombrós, millor aprovisionat i més fortament armat, va realitzar incursions a part del territori Maratha. Malgrat que mantenir Poona durant gairebé un any, no va tenir gaires èxits més. Havia establert la seva residència a Lal Mahal, el palau de Shivaji, a la ciutat de Poona.
Shaista Khan va mantenir una estricta seguretat a Poona. No obstant això, Shivaji va planejar atacar Shaista Khan en mig de les estrictes mesures de seguretat. L'abril de 1663, la celebració d'unes noces havia obtingut un permís especial per realitzar una processó. Shivaji va planejar atacar aprofitant la processó com a cobertura contra les mesures de seguretat. Els Marathas es va disfressar com a membres de la processó del nuvi i van entrar a Poona. Shivaji, havent passat gran part de la seva joventut a Poona, coneixia el camí al voltant de la ciutat i al seu propi palau de Lal Mahal. Chimanaji Deshpande, un dels amics d'infància de Shivaji, el va ajudar en l'atac oferint-se com a guardaespatlles. Segons Babasaheb Purandare, donat que l'exèrcit Mogol també estava format per soldats Maratha, era difícil per qualsevol distingir entre els soldats Maratha de Shivaji i els soldats Maratha de l'exèrcit Mogol. Per tant, aprofitant aquesta situació, Shivaji, juntament amb alguns dels seus homes de confiança, es va infiltrar en el campament Mogol.
Després d'esclafar i assassinar els guardes de palau, els Marathas van irrompre a la mansió trencar un mur exterior. Chimnaji i Netaji Palkar van entrar els primers juntament amb Babaji Deshpande, un altre dels homes lleials més antics de Shivaji, es van dirigir a les estances de Shaista Khan. Shivaji es va enfrontar personalment amb Shaista Khan en una lluita cos a cos. Mentrestant, perceben el perill, una de les esposes de Shaista va apagar els llums. Shavaji va perseguir a Shaista Khan i va tallar-li tres dits amb l'espasa (en mig de la foscor), mentre aquest fugia per una finestra oberta. Shaista Khan va escapar per poc de la mort i va perdre el seu fill i molts dels seus guàrdies i soldats en l'atac.
Dins les vint-i-quatre hores següents a l'atac, Shaista Khan va abandonar Poona i es va dirigir al nord cap a Agra. Un enfurismat Aurangzeb el va traslladar a la distant Bengala com a càstig per portar la vergonya als mogols amb la seva innoble derrota a Poona.

### Surat i Mirza Raja Jai Singh
El 1664 Shivaji va envair Surat, una important i pròspera ciutat de comerç Mogol, i la van saquejar per reposar les seves arques esgotades i també com a venjança per la captura i saqueig de Shaista Khan del territori Maratha. (Surat va ser de nou saquejada per Shivaji el 1670.)
Aurangzeb es va enfurismar i va enviar a Mirza Raja Jai Singh I, amb un exèrcit de més de 100.000 soldats per derrotar Shivaji. Mirza va planejar i executar les seves estratègies de batalla tan bé amb el seu gran exèrcit, que les tropes Mogols sota el seu lideratge, van fer importants avenços i van capturar molts forts Maratha. Shivaji per tant, va decidir rendir-se momentàniament i arribar a un acord amb Aurangzeb, per mirar de no perdre més forts i homes.
En el resultant Tractat de Purander, signat entre Shivaji i Jai Singh l'11 de juny de 1665, Shivaji va acceptar renunciar a 23 de les seves fortaleses i pagar als Mogols una compensació de 400.000 rupies. També va accedir que el seu fill Sambhaji es convertís en Sardar Mogol, servir a la cort Mogol d'Aurangzeb i lluitar amb el mogol contra Bijapur. En realitat va lluitar juntament amb les tropes Mogols del Raja Jai Singh contra les forces de Bijapur durant uns pocs mesos. El seu comandant, Netaji Palkar, es va unir als Mogols, va ser recompensat generosament per la seva valentia, es va convertir a l'islam, va canviar el seu nom pel de Quli Mohammed Khan el 1666 i va ser enviat a la frontera afganesa per enfrontar-se a tribus inquietes. El 1676, deu anys més tard, va tornar al servei de Shivaji i va ser acceptat de nou a l'hinduisme per ordre de Shivaji.

### Viatge a Agra i fugida
El 1666, Aurangzeb va convocar a Shivaji a Agra, juntament amb el seu fill Sambhaji de nou anys, amb motiu del seu cinquantè aniversari. Els plans d'Aurangzeb eren enviar a Shivaji a Kandahar, actual Afganistan, paro consolidar la frontera nord-oest de l'imperi Mogol. No obstant això, el 12 de maig de 1666, Aurangzeb va fer que Shivaji es col·loqués darrere dels mansabdārs (comandants militars) de la seva cort. Shivaji es va sentir ofès amb aquest insult i va abandonar la cort. Immediatament va ser posat sota arrest domiciliari, vigilat per Fullat Khan, Kotwal (títol conferit a persones influents) d'Agra. Pels seus espies, Shivaji va saber que Aurangzeb planejava desplaçar la seva residència al Haveli (mansió privada) de Rājā Vitthaldās i després possiblement matar-lo o enviar-lo a lluitar a la frontera afganesa. Com a resultat d'això, Shivaji va planejar la seva fugida.
Va fingir una malaltia gairebé fatal i va demanar enviar la major part del seu contingent de retorn a Dècan, garantint d'aquesta manera la seguretat del seu exèrcit i enganyant a Aurangzeb. A partir de llavors, a petició pròpia, se li va permetre enviar diàriament enviaments de dolços i regals als sants, als faquirs i als temples d'Agra com a ofrenes per recuperar-se. Després de dies i setmanes d'enviar caixes de dolços, Shivaji i Sambhaji, el seu fill de nou anys, es van amagar en dues caixes i van aconseguir escapar. Shivaji i el seu fill van fugir a Dècan disfressats de sadhus (homes sants). Després de la fugida, els rumors de la mort de Sambhaji van ser intencionadament difosos pel mateix Shivaji per enganyar als Mogols i protegir-lo.
El Dr. Ajit Joshi, en el llibre Agryahun Sutka, va concloure que Shivaji molt probablement es va disfressar de monjo Bramin després d'executar els ritus religiosos als jardins del Haveli i va fugir barrejant-se dins la comitiva sacerdotal que sortia. No obstant això, d'acord amb Mr. Ranjit Desai, autor del llibre Marathi Shriman Yogi (posteriorment traduït a l'anglès com Shivaji the Great), Shivaji es va disfressar com un dels servents que solia portar les caixes de dolços que eren enviades com a presents.
El mètode de fugida utilitzat per Shivaji encara no és clar avui en dia.

### Preparació per la guerra i la Batalla de Sinhagad
En els anys del 1667 al 1669, Shivaji va adoptar un perfil discret i va començar activament a construir el seu exèrcit. En aquell moment, el seu exèrcit estava format per uns 40.000 soldats de cavalleria, 60.000 soldats d'infanteria, un fort exèrcit naval i una artilleria potent. Els Mogols van creure que era un exèrcit desgastat i que no els causaria més problemes, però Shivaji estava en peu de guerra i es va dirigir directament contra les forces combinades de l'imperi Mogol. El gener de 1670, Shivaji va llençar un assalt múltiple contra les guarnicions Mogols del Dècan. Al cap de sis mesos havia recuperat la majoria del territori que anteriorment havia estat en les seves mans i més. Del 1670 al 1674, Shivaji va expandir el seu regne incloent-hi la major part del que avui en dia és Maharashtra i cap al sud fins a parts del l'actual Karnataka i Tamil Nadu.
El Fort de Kondana, als afores de Poona, encara estava sota el control Mogol. Uday Bhan Rathod, el guardià del fort, va conduir un exèrcit d'uns 1.500 Rajputs i Mogols per protegir el fort. El 4 de febrer de 1670, Shivaji va delegar en un dels seus generals de més alt rang i de confiança, Tanaji Malusare, que encapçales la missió de capturar Kondana. Al mateix temps, Raiba, fill de Tanhaji, tenia en marxa plans de boda. No obstant això, posant el seu deure sobre el regne Maratha per davant del deure sobre la seva família Aadhi lagin Kondanyache, mag majhya Raibache (Primer la boda de Kondana, i després la del meu fill Raiba).
L'exèrcit Maratha liderat per Tanaji Malusare designat per capturar el fort era molt menys nombrós que l'exèrcit Mogol del fort. Tanaji Malusare va estudiar el fort i les seves defenses durant alguns dies. Va concloure que el fort estava ben protegit. Un penya-segat molt escarpat va cridar l'atenció de Tanaji. Es va adonar que estava menys vigilat, donat que no creien en la possibilitat d'escalar fins al fort per aquest vessant escarpada. Tanaji va decidir escalar aquest penya-segat per entrar al fort. La llegenda diu que va utilitzar un varànid (un ghorpad, en marathi, conegut com a Yeshwanti) amb una corda lligada al seu cos per escalar el penya-segat en una nit sense lluna. El varànid va escalar al cim del fort i es va apuntalar en una corba tancada de la fortalesa. Aleshores un soldat va pujar fins a dalt i va llençar cordes perquè els altres pugessin.
Mentrestant Suryaji, germà de Tanaji, es va situar a prop de les portes dels forts amb 300 Mavlas. Les portes es van obrir de seguida i un cop dins, tots els seus soldats es van unir a Tanaji en l'atac per sorpresa. Tanaji i Uday Bhan es van trobar cara a cara i es va produir una lluita ferotge. Uday Bhan va trencar l'escut de Tanaji d'un sol cop, per aquest no es va fer enrere i va continuar lluitant embolicant-se el turbant en la mà esquerra per protegir-se, cobrir les ferides i tancar l'hemorràgia. Tanaji estant greument ferit, es va tambalejar enrere i va caure. Veient al seu líder mortalment ferit i morint abans que ells, els soldats Maratha van començar a defensar-se i retirar-se, però Suryaji i Shelar Mama van fer un pas endavant i van assumir el lideratge.
Shelar Mama, un vell Sardar de setanta anys, es va fer càrrec de la situació i es van enfrontar al perillós Uday Bhan i el va matar en poc temps. Suryaji, posant-se al capdavant, es va centrar a reunir les tropes i els van conduir de nou a l'ofensiva. La llegenda i la tradició diuen que, després de la caiguda de Tanaji, els Mavlas es van espantar i va fer una ràpida retirada. Veient això, Suryaji va comentar: Per què fugiu com ovelles? He tallat les cordes i totes vies d'evacuació ja no existeixen. Ara lluitem o morim. Els Marathas sense cap altra opció, van carregar contra els defensors Mogols amb ferocitat i van aconseguir capturar el fort.
Quan Shivaji va arribar al fort després de la victòria, estava profundament afligit per la pèrdua del seu bon amic Tanaji. Va comentar amb tristesa: Gadh ala puhn sinha gela (en català, S'ha guanyat el fort, però s'ha perdut el lleó). A partir d'aquell moment el Fort Kondana va passar a dir-se Fort Sinhagad (fort lleó) per honrar el sacrifici i la valentia de Tanaji Malusare.

## Batalla de Nesari
El 1674, Prataprao Gujar, l'aleshores comandant en cap de les forces Maratha, va ser enviat per fer retrocedir les forces invasores de Mohammed Adil Shah, comandades pel general Bahlol Khan. Shivaji va dirigir a Prataprao per acabar amb Bahlol Khan, el qual havia provat ser un traïdor en el passat. L'exèrcit Maratha va envoltar el campament de Bahlol Khan a la vila de Nesari. Les tropes de Prataprao van derrotar i capturar al general enemic a la posterior batalla, després de tallar-li el subministrament d'aigua envoltant una llacuna estratègicament situada, fet que va portar a Bahlol Khan a demanar la pau. Malgrat les específiques advertències de Shivaji en contra, Prataprao va deixar lliure a Bahlol Khan. Dies després del seu alliberament, Bahlol Khan va iniciar els preparatius per una nova invasió.
Quan Shivaji va saber de la decisió de Prataprao, es va indignar i, en conseqüència, li va fer arribar una carta denegant-li audiència a Prataprao, fins al moment que Bahlol Khan fos tornat a capturar. Prataprao es va adonar de la completa dimensió del seu error estratègic i es va sentir tan incòmode al respecte, que es va voler redimir desesperadament. En els posteriors dies, es va assabentar que Bahlol Khan havia acampat a prop. Prataprao va decidir enfrontar-se a Balol Khan a Nesari, prop de Kolhapur.
La potencial batalla hauria tingut lloc enfrontant 1.200 soldats de Prataprao amb 15.000 soldats de Bahlol Khan. Tenint en compte la desigual numèrica entre les dues forces, Prataprao es va adonar que no tenia sentit conduir els seus 1.200 cavallers en una càrrega suïcida. Per tant, en una arrencada de desesperació i angoixa i en una reacció excessiva a la carta rebuda de Shivaji, se'n va anar sol, sense demanar a la seva cavalleria que l'acompanyés. Era el seu honor personal el que estava en joc, no pas el del seu exèrcit. Veient que el seu líder es dirigia a una mort segura, sis Sardars Maratha se li van unir en la càrrega, van atacar el campament enemic i van ser aturats abans de poder arribar fins a Bahlol Khan.
Anandrao Mohite, però, es va quedar enrere. Els set oficials Maratha van ser Prataprao Gujar, Visaji Ballal, Dipoji Rautrao, Vithal Pilaji Atre, Krishnaji Bhaskar, Siddi Hilal i Vithoji. Va ser una decisió impulsiva i aparentment irracional, i la pèrdua de Prataprao Gujar va ser una gran pèrdua pels Marathas. Anandrao Mohite va aconseguir retirar l'exèrcit a zones més segures.
Aquest esdeveniment es va explicar en el poema Marathi "Saat" (set). El poema va ser escrit pel ben conegut poeta Kusumagraj, i també va ser cantat per la gran cantant india Lata Mangeshkar.
L'exèrcit de Shivaji va venjar la mort del seu general, derrotant Bahlol Khan i capturant el seu jagir (feu) sota el comandament de Anaji i Hambirao Mohite. Shivaji va quedar profundament trist quan va saber de la mort de Prataprao. Va organitzar el matrimoni del seu segon fill, Rajaram, amb la filla de Prataprao Gujar, Tarabai, que posteriorment seria la reina de l'imperi Maratha. Anandrao Mohite es va convertir en Hambirrao Mohite, el nou Sarnaubat (comandant en cap de les forces Maratha).

## Coronació i expedició al sud
Shivaji va ser formalment coronat com a Chhatrapati (cap o rei dels Kshatriyas), el 6 de juny de 1674 al Fort de Raigad, i va rebre el títol de Kshatriya Kulavantas Sinhasanadheeshwar Chhatrapati Shivaji Mahārāj. Pandit Gaga Bhatt, un reconegut braman de Benarés, va presidir oficialment la cerimonia declarant que la nissaga de Shivaji era una nissaga Kshatriya reconeguda i autèntica. Va ser premiat amb el Jaanva (el fil sagrat dels hindús), amb els Vedes i va ser banyat en una abhisheka (nom del ritual de la cerimònia del bany). Shivaji va insistir a celebrar la cerimònia segons el ritual Indrabhishek, que havia caigut en desús des del segle ix. Shivaji va rebre el títol de "shakkarta". Va iniciar el seu propi calendari.
La seva mare va morir el 18 de juny de 1674 al cap de pocs dies de la coronació. Això es va considerar un mal presagi. Per tant, es va dur a terme una segona coronació el setembre de 1674, aquesta vegada segons el Tantra de l'escola de Bengala i presidit pel Nischal Puri.
L'octubre de 1674, els Marathas va assaltar Khandesh. El 17 d'abril de 1675, Shivaji va capturar Phonda als Bijapuris. Karwar va ser ocupada a mitjans de 1675 i Kolhapur el juliol de 1675. Hi va haver escaramusses navals amb els Siddis de Janjira el novembre de 1675. A principis de 1676, Peshwa Pingale, de camí a Surat, es van enfrontar en una batalla amb Raja de Ramnagar. Shivaji va assaltar Athni el març de 1676. Cap a finals de 1676, Shivaji va assetjar Belgaum i Vayem Rayim a l'actual nord de Mysore.
A finals de 1676, Shivaji Maharaj va llençar una sèrie de conquestes al sud de l'Índia amb unes tropes formades per 50.000 soldats (30.000 de cavalleria i 20.000 d'infanteria). Va capturar els forts de Vellore i Jinji que pertanyien al sultanat de Bijapur. En el període previ a aquesta expedició, Shivaji va fer una crida apel·lant al sentiment de patriotisme al Dècan (la idea era que el "Dècan" o sud de l'Índia era una terra que s'havia de protegir dels estrangers). La seva crida va tenir un cert èxit i va entrar en tractes amb el Qutub Shah del soldanat de Golconda que cobria l'est del Dècan. Les conquestes de Shivaji al sud va provar ser crucials durant les futures guerres.
Gingi va ser la capital Maratha durant 9 anys a la Guerra dels vint-i-set anys. No obstant això, la seva principal intenció era reconciliar-se amb el seu germanastre Vyankoji (fill del seu pare Shaji amb la seva segona dona, que provenia de la família Mohite), que va governar a Thanjavur després de Shaji. Van tenir converses i Venkoji (Ekoji I) va mostrar signes d'unir-se a Shivaji, però finalment no es va concretar res. De retorn a Raigad, Shivaji es va apoderar de la majora de les possessions d'Ekoji a l'altiplà de Mysore. La dona d'Ekoji va portar la reconciliació entre els dos germans i, tot i que no eren amics, no eren enemics i van mantenir l'estatus de coexistència independent.

## Govern
Shivaji Maharaj va ser un hàbil administrador que va establir un govern que incloïa conceptes moderns com gabinet (Ashtapradhan mandal, un consell de vuit membres que participaven en l'administració de l'imperi Maratha), política exterior (Dabir) e intel·ligència.
Shivaji va establir una administració civil i militar efectiva. També va construir una poderosa armada i va erigir nous forts com el de Sindhudurg i va reforçar els antics com el de Vijayadurg a la costa oest. L'armada Maratha va haver de fer front als britànics, portuguesos i holandesos.
Shivaji és ben conegut per la seva actitud benevolent capa als seus súbdits. Creia que hi havia un estret vincle entre l'estat i els ciutadans. Va animar a tots els individus competents i consumats a participar en el curs de la lluita política i militar. És recordat com un rei just. Va portar canvis revolucionaris en organització militar, arquitectura militar, societat i política.
L'enfocament de Shivaji del lideratge era la d'un defensor del seu poble, que buscava la independència i autogovern del seu Vatan (pàtria). Els Maratha respectaven i observaven els seus alts ideals i el seu caràcter noble, i van ser ferms en la seva dedicació en la consecució d'aquests objectius. La seva lleialtat i determinació va ajudar a Shivaji a resistir, fer front i finalment superar amb èxit, les onades d'atacs d'enemics ben coordinats i implacables i les contínues invasions durant diverses dècades. Un exemple d'això és la facilitat dels seus homes com Baji Prabhu Despande i altres per enfrontar-se voluntàriament fins i tot amb la possibilitat d'una mort segura a Ghod Khind, per ajudar a Shivaji a seguir lluitant per la independència. Suscitar tal heroisme en els seus seguidors no pot ser per imposició, només pot estar inspirat per, una puresa de caràcter, una noblesa i un lideratge que inspira intimidació i una visió veritablement compartida de la pàtria.
També va ser un comandant innovador i capaç que, va utilitzar amb èxit tàctiques efectives incloent-hi l'atac i fugida, va realitzar una expansió estratègica de territoris i forts, va formar una cavalleria lleugera de gran mobilitat i unitats d'infanteria, va adaptar plans estratègics i formacions de batalla, va superar estratègicament, una vegada i una altra, als seus enemics més grans. Cap al final del seu regnat havia construït unes forces Maratha de més de cent mil homes. Va ser capaç de mantenir en perill i a la defensiva a les forces Mogols, mentre ampliava el seu regne cap al sud a Gingi, a Tamil Nadu. El regne de Shivaji Maharaj va servir com a baluard hindú contra el poder Mogol a l'Índia. La seva brillant estratègia i els moviments en el camp de batalla, una gestió perspicaç i les seves habilitats administratives, el van ajudar a establir les bases del futur Imperi Maratha a l'Índia.

## Personalitat
Durant la seva llarga carrera militar i diverses campanyes, la seva forta religiositat i la seva ètica, un caràcter exemplar i profundament arrelat i uns valors espirituals inflexibles, el van conduir a oferir protecció a les cases d'adoració, a no combatents, dones i nens. Sempre va mostrar respecte, va defensar i va protegir els llocs d'adoració i totes les denominacions i religions.
Amb valentia va arriscar la seva vida, el seu tresor, el seu benestar personal i el de la seva família, desafiant obertament els seus enemics immensament més grans, per defensar i aconseguir la llibertat i la independència del seu país. Va desafiar decididament les possibilitats aclaparadores del poderós Imperi Mogol i dels sultanats de la regió, en contra d'ell. Va vèncer en enfrontaments d'un nivell de dificultat sense precedents i desafiaments implacablement plantejats pels seus enemics. No va gastar recursos en projectes pensats per a l'autoengrandiment o per vanitat, en lloc d'això van ser impulsats pel seu sentiment profundament arrelat del Dharma (deure sagrat) cap a la seva gent i el seu país.
Una llegenda Maratha parla d'un esdeveniment en el qual un dels seus capitans li va presentar a Shivaji una bonica princesa musulmana (filla de l'Amir de Kalyan, Maharashtra), com a botí de guerra. Es diu que Shivaji li va dir a ella, que si la seva mare hagués estat tan sorprenentment bonica com ella, possiblement ell també hauria estat bonic. Li va desitjar bé i li va permetre tornar amb la seva família sana i estàlvia, sota la seva protecció. En aquest cas, la veritable noblesa del seu caràcter va ser revelada clarament a tots els presents.

## Militar
El geni de Shivaji és més evident en la seva organització militar, la qual va durar fins a la desaparició de l'Imperi Maratha. Va ser un dels pioners en utilitzar les accions de comando ("Ganimi Kava" és un terme utilitzat per aquesta mena de guerra, encara que el terme modern és "commando").
El crit de guerra del seu exèrcit Mavala era 'Har Har Mahadev' (Déu vos salve, Senyor Shiva). Shivaji era responsable de molts canvis significatius en l'organització militar. Aquests canvis inclouen: 
- Un exèrcit permanent de l'estat anomenat paga.
- Tots els cavalls de guerra pertanyien a l'estat i la responsabilitat del seu manteniment residia en el sobirà.
- Conversió de camperols en soldats a temps parcial, que treballaven vuit mesos en els seus camps i quatre mesos donant en la guerra, pel qual se li pagava.
- La infanteria i la cavalleria lleugera i d'alta mobilitat van ser innovacions seves.
- Destaquen les seves tàctiques de comando.
- La introducció d'un departament d'intel·ligència centralitzada (Bahirjee Naik va ser l'espia més important, el qual va proporcionar Shivaji informació de l'enemic en totes les campanyes de Shivaji, Vishwas Nana Dighe va tenir un paper important durant la Batalla de Pratapgad, i Vishwasrao Musekar va proporcionar una intel·ligència important durant el setge de Panhala)
- Una armada efectiva i potent.
- Introducció de formació d'art de la guerra: guerra de guerrilles, accions de comando i atacs ràpids als flancs.
- Innovació d'armes i canons; és innovador d'armes tradicionals com el 'Vaghnakh. El Vita va ser una arma inventada per Shivaji.
- Militarització de gairebé tota la societat, incloses totes les classes, amb tota la població camperola dels assentaments i les viles de prop dels forts implicada activament en la seva defensa.[7]

Shivaji es va adonar de la importància de tenir una costa segura i protegir l'oest de la costa de Konkan dels atacs de la flota Siddi.
La seva estratègia va ser la de construir una flota potent per protegir i reforçar el seu regne. També es va preocupar pel creixent domini de les forces navals estrangeres a l'Índia i en tractat activament de resistir-s'hi. Per aquesta mateixa raó se'l coneix com “el pare de l'armada de l'Índia”.

### Forts de Shivaji
Shivaji va construir una cadena de 300 o més forts al llarg de més de mil quilòmetres a través dels escarpats Ghats Occidentals. Cadascun va ser posat sota el comandament de tres oficials d'igual rang per evitar que un sol, el traís acceptant suborns o fos temptat per lliurar-lo a l'enemic. Els oficials (Sabnis, Havladar, Sarnobhat) actuaven juntament i van proporcionar un equilibri amb controlant-se mútuament. Shivaji tenia control sobre 360 forts quan va morir.

## Llengua Marathi
Chhatrapati Shivaji va fer preparatius per un ús efectiu del Marathi, la seva llengua materna. Va començar el Rajvyavharkosh (en català, diccionari de l'administració del regne) i l'Enciclopèdia de paraules Marathi.

## Promoció del sànscrit
La casa de Shivaji Maharaj va ser una de les famílies reials índies que estaven familiaritzades amb el sànscrit i que el van promoure. L'arrel es troba amb Shaji, el qual va donar suport a Jayram Pindye i a molts com ell. El segell de Shivaji Maharaj el va elaborar ell mateix. Shivaji va continuar amb aquest tret i el va desenvolupar encara més. Va batejar els seus forts com Sindhudurg, Prachandgarh, Suvarndurg, etc. Va batejar l'Ashta Pradhan (consell de ministres) segons la nomenclatura del coneixement sànscrit. Va redactar el “Rajya Vyavahar Kosh" (un tractat polític). Keshav Pandit, el seu cap religiós, va ser un erudit i poeta en sànscrit. Després de la seva mort, Sambhaji, que va ser un erudit sànscrit (va escriure els versos Budhbhushanam), es va succeir. Serfoji II, de la branca de Thanjavur dels Bhonsale, va continuar la tradició mitjant la impressió amb mètodes moderns, del primer llibre marathi amb Devanagari.
Sambhaji va dictar un danapatra (placa commemorativa), escrita en sànscrit per ell mateix, en la qual escriu sobre el sey pare dient:
1. Yavanarambha gritat mlechakshaydiksha - Shivaji havia fet un jurament sagrat i tenia la missió de derrotar els invasors estrangers.
2. Dillindraman pradhvanspatu - Aquell que ha derrotat l'emperador Mogol de Delhi
3. Vijayapuradhishwar prathtarmanya bhujchachayay – Aquell al que l'Adil Shah, rei de Bijapur, va sol·licitar ajuda.

## Religió

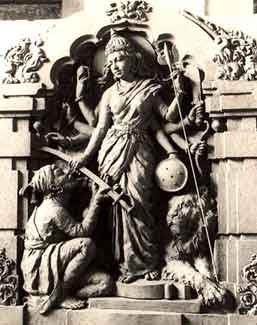
Segons la llegenda, la deïtat familiar dels Bhonsale, la deessa Bhavani, va donar una espasa divina a Shivaji Maharaj.

Shivaji Maharaj, va demanar a Samarth Ramdas Swami de viure al Fort Parali, el qual es va passar a anomenar "Sajjangad" (Fort del Sant). Es diu que Shivaji Maharaj i el Sant Ramdas es van trobar per primer cop el 1674. Hi ha moltes referències històriques creïbles que diu que Samarth Ramdas Swami va ser el guru espiritual de Shivaji, malgrat que els separatistes afirmen el contrari, però no són massa convincents, donat que les seves afirmacions es basen en prejudicis de casta. La famosa carta anomenada "Nischayacha Mahameru" i el seu contingut, sostenen el fet que el Sant Ramdas va ser el guru de Shivaji Maharaj. Yuvraj Sambhaji, lamentablement va escollir a Kavi Kalash com el seu assessor espiritual, el qual va ser rebut a Sajjangadh juntament amb Ramdas Swami.
Chhatrapati Shivaji Maharaj va ser un devot hindú que va respectar totes les religions de la regió. Shivaji Maharaj va mostrar un gran respecte pels sants Warkari com Tukaram i el Sufi musulmà pir Shaikh Yacub Baba Avaliya de Konkan.
També va visitar el temple de Mouni Maharaj a Patgaon, al districte de Kolhapur. Shaji havia donat una gran porció de terra al Shaha-Sharif Durgah d'Ahmednagar (el noms "Shaji" o "Shahaji", el pare de Shivaji, i "Sarfoji", oncle de Shivaji, són derivats en derencia al Shah Sharifji).
Shivaji Maharaj va permetre als seus súbdits llibertat religiosa i es va oposar a les conversions forçoses. El primer que feia Shivaji després d'una conquesta, era promulgar protecció sobre les mesquites i les tombes musulmanes.
Va ordenar respecte i lleialtat dels musulmans sota el seu comandament, pel seu tracte just als seus amics, així com als enemics. Kafi Khan, un historiador mogol, i François Bernier, un viatger francès, van elogiar la seva política religiosa. També va retornar a l'hinduisme a conversos com Netaji Palkar i Bajaji. Va prohibir l'esclavitud en el seu regne. Shivaji Maharaj va aplicar una política liberal i humana amb les dones del seu estat. Hi ha molts casos en el folklore en els quals es descriu el respecte de Shivaji per les dones, independentment de la seva religió, nacionalitat, o credo.
Els sentiments de Shivaji d'inclusió i tolerancia amb les altres religions, es poden veure en una carta d'amonestació a Aurangzeb, en la qual va dir:'
| « | En veritat, Islam i Hinduisme són termes en contrast. Han estat utilitzats pel veritable Pintor Diví per barrejar els colors i omplir els contorns. Si és una mesquita, la crida a l'oració es cantada en record d'Ell. Si és un temple, les campanes sonen en anhel d'Ell sol. | » |

## Mort i successió

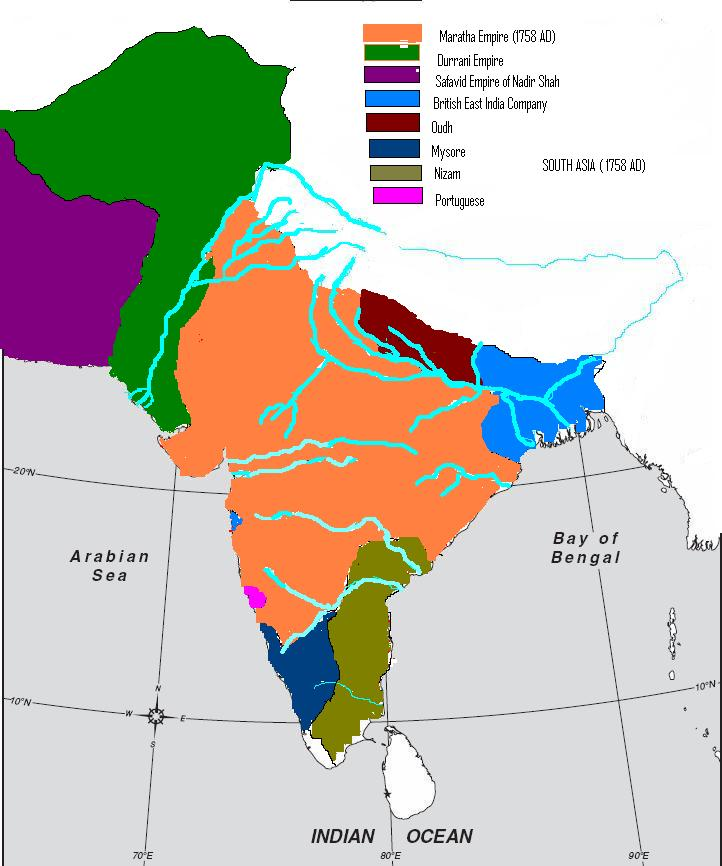
Mapa polític del sud d'Àsia als voltants de 1758

Es diu que va morir per culpa de contraure un àntrax intestinal. La cerimònia funebre es va celebrar a Raigad en presència del seu fill Rajaram, i la seva dona Soyarabai. Després de la mort de Shivaji Maharaj, el seu fill gran Sambhaji i Soyarabai, es van disputar el control del regne. Després d'una breu lluita, Sambhaji va ser coronat rei.
Pocs mesos després de la mort de Shivaji Maharaj, el fill d'Aurangzeb, el Príncep Akbar, es va rebel·lar contra el seu pare i va ser protegit per Sambhaji.
Posteriorment, el 1681, Aurangzeb, el seu exèrcit, seguici i la cort reial es van traslladar en massa al Dècan per lliurar una guerra total per la completa destrucció del poder Maratha. Va organitzar la immensa quantitat de recursos disponibles de l'Imperi Mogol i les va orientar cap a l'aniquilació de la nació Maratha. Això va marcar l'inici de la Guerra dels vint-i-set anys en la qual Aurangzeb no va aconseguir la victòria completa sobre els Marathas. No obstant això, va ser capaç de capturar, torturar i matar a Sambhaji. Això va deixar el regne Maratha en desordre i sota l'assalt aclaparador Mogol, es van veure obligats a traslladar la capital Maratha de Raigad a Gingi, al sud, i durant un temps va semblar que els objectius d'Aurangzeb d'acabar amb l'amenaça Maratha, s'aconseguirien d'una vegada per totes. No obstant això, durant els següents mesos i anys, el decurs de la guerra va començar a canviar.
Els Marathas es van adaptar molt bé a la gran, pero lenta de moviment, amenaça Mogol, i van lluitar amb Aurangzeb fins a un punt mort. Cap a finals de la segona dècada, els Marathas van reunir més forces i van començar a canviar el rumb de la guerra. Les forces Mogols van rebre diversos cops seriosos per part d'hàbils generals Maratha com Santaji Ghorpade i Dhanaji Jadhav. Van emprar amb eficàcia atacs a la velocitat del raig i de gran mobilitat, tàctiques inicialment desenvolupades i utilitzades efectivament per Shivaji Maharaj. Finalment un Aurangzeb derrotat, es va retirar malalt del Dècan el 1705. La retirafa mogol definitiva va arribar dos anys més tard. Havia gastat la majoria del seu tresor imperial, altres recursos i mà d'obra, tractant de derrotar els Marathas i va acabar afeblint significativament el que havia estat el poderós Imperi Mogol. Els hereus d'Aurangzeb mai més van desafiar als Marathas i uns setanta anys després de la mort de Shivaji, ells mateixos van ser absorbits i dominats pel seu antic enemic implacable, la indomable nació Maratha.
Entre 1751–52, es va signar el tractat Ahamdiya entre els Marathas i els Mogols, Balaji Bajirao era el Peshwa i el governant de l'enormement estès regne Maratha. Malgrat aquest tractat, pràcticament tota l'Índia va quedar sota la sobirania Maratha i el govern Mogol va quedar restringit només a Delhi (els mogols van seguir sent els caps nominals de Delhi). Després de Balaji Bajirao,l'imperi Maratha es va veure reforçat per Madhavrao Peshwa i els dos sardars Maratha, Shinde i Holkar.
Sir Jadunath Sarkar, un destacat historiador i erudit indi, va estimar que 500.000 soldats mogols i 200.000 soldats Marathas va morir durant aquestes dècades de llargues lluites èpiques pel domini del subcontinent indi. Seria pertinent esmentar també un altre destacat historiador, Bamber Gascoigne, que va escriure tant sobre el significat de l'arribada com de l'empresa de Shivaji Maharaj:
| « | "Ell (Shivaji) va ensenyar als hindús moderns a aixecar-se fins a la completa alçada del seu creixement. Per tant, quan es veu en retrospectiva desde el prims del segle xx, Aurangzeb, per una banda, i Shivaji, per l'altre, son vistes com a figures claus en el desenvolupament de l'Índia. El que va començar Shivaji, Gandhi ho podria completar …… i el que va representar Aurangzeb conduiria a l'establiment de l'estat independent de Pakistan." (The Great Moghuls, London: Constable) | » |

## Llegat
A causa de la seva lluita contra un poder imperial, Shivaji es va convertir una icona per als lluitadors per la llibertat durant la lluita per la independència de l'Índia que va tenir lloc dos segles més tard. És recordat com un rei just i savi i el seu govern és anomenat una de les sis edats d'or de la història de l'Índia. Els textos escolars de l'Índia descriuen el govern de Shivaji Maharaj com a heroic, exemplar i inspirador, i és considerat el fundador de la nació maratha moderna. Les seves polítiques van contribuir a forjar la identitat distintiva dels Maharashtrians i a difondre-la amb una forta tradició marcial i moral.
Un partir politic regional sectari, el Shiv Sena, afirma inspirar-se en Shivaji Maharaj. L'estació Victoria i aeroport internacional Sahar, ambos Patrimoni de la Humanitat, van ser rebatejats a Estació Chatrapati Shivaji i Aeroport Internacional Chatrapati Shivaji respectivament, en honor de Shivaji Maharaj, igual que molts edificis i espais públics en els darrers anys. L'escola d'Enginyeria Naval de la Marina India s'anomena INS Shivaji.
| «                   | Shivaji va ser el rei hindú més important que ha tingut l'Índia en els últims mil any; que va ser l'encarnació del mateix Shiva, de qui les profecies en parlaven molt abans del seu naixement; i la seva arribada era esperada amb entusiasme per totes les grans ànimes i sants de Maharashtra com l'alliberador dels hindús de mans dels Mlecchas, i com aquell que va aconseguir el restabliment del Dharma, el qual havia estat trepitjat per les devastadores hordes dels Mogols | » |
| — Swami Vivekananda | |   |

## Representació a la cultura popular
Shivaji és una font d'inspiració per una sèrie d'artistes, directors, actors, escriptors, shahirs (compositors de balades), poetes i oradors.

### Pel·lícules
- Raja Shivaji (Marathi): dirigida perl Bhalaji Pendharkar i protagonitzada per l'actor marathi Chandrakant Mandare.
- Maratha tituka melawawa (Marathi)
- Gad ala pan sinh gela (Marathi)
- Me Shivajiraje Bhosale Boltoy, una pel·lícula marathi estrenada el 2009

### Literatura
- Sriman yogi: novel·la sobre la vida de Shivaji Maharaj escrita per Ranjit Desai.
- Shivaji The Great: Traducció a l'anglès de Shriman Yogi, escrita per Dr. V. D. Katamble
- Raja Shivachhatrapati: biografia de Shivaji escrita per Babasaheb Purandare, la qual va ser més tard va passar a ser Jaanata Raja (जाणता राजा), un conte musical de la vida de Shivaji Maharaj.

### Poesia i música
- (hindi) 'Shivraj Bhushan' (Hindi) by Kavi Bhushan Arxivat 2016-03-03 a Wayback Machine.
- Vedat Marathe vir daudale sat' poema compost per Kusumagraj sobre Prataprao Gujar, general de Shivaji Maharaj, interpretat per Lata Mangeshkar i Hridayanath Mangeshkar.
- balades de Tulsidas i Agandas
- Jay Dev, Jay Dev Jay Jay Shivraya i el He Hindu Nrusinha Prabho Shivaji Raja compostos per Vinayak Damodar Savarkar, interpretat per Lata Mangeshkar i Hridayanath Mangeshkar.[34][35]

### Teatre
- Raigadala Jevha Jaag Yete (Quan Raigad desperta): del dramaturg Marathi Vasant Kanetkar, basada en les complexes relacions entre Shivaji Maharaj i Sambhaji.

### Televisió
- Raja ShivChhatrapati: sèrie de televisió de Star Pravah, un canal marathi de Star India Network. La sèrie va veure la llum el novembre de 2008 i s'espera que tindrà més de 100 episodis d'una hora, en la qual el paper de Raja Shivaji és interpretat pel Dr. Amol Kolhe

## Associats
Alguns dels homes propers a Shivaji van ser també els seus caps principals de l'exèrcit, i també han entrat dins el folklore juntament amb ell. Entre ells es troben:
Ajitsingh Paigude Deshmukh, Antaji Konde-Deshmukh, Baji Jedhe, Baji Pasalkar, Baji Prabhu Deshpande, Balaji Avji Chitnis, Bapuji Mudgal Deshpande, Chimanaji Deshpande, Dhanaji Jadhav, Firangoji Narsala, Fullaji Prabhu Deshpande, Gangadhar Pant, Godaji Jagtap-Patil, Gomaji Naik, Hambirrao Mohite, Hiroji Farjand, Jiva Mahala, Kanhoji Jedhe Deshmukh, Kavaji Kondhalkar, Keso Narayan Deshpande, Kondaji Farjand, Laksmanrow Paigude Deshmukh, Lay Patil Koli, Murarbaji Deshpande, Neelkanthrao Surnaik, Netaji Palkar, Prataprao Gujar, Ramoji Dhmale Deshmukh, Rango Narayan Orpe Sarpotdar, Sambhaji Kavji Kondhalkar, Santaji Ghorpade, Suryaji Kakade, Tanaji Malusare, Yesaji Dabhade, Yesaji Kank, Balwantrao Devkate, Nimbaji Patole, Dadaji Kakade, Venkoji Khandekar, Dhanaji Shingade, Banaji Birje, Yesaji Thorat, Heroji Shelke, Bhavanrao Devkate, Mankoji Dhangar, Amdoji Pandhare, Godaji Pandhare, Indraji Gorad, Naikji Pandhare, etc.
Sota Shivaji Maharaj, moltes homes de talent i emprenedors van augmentar en prominència. Van dur a terme la seva missió i es va assegurar de derrotar els mogols a la Guerra dels vint-i-set anys. Aquests van ser Ramchandrapant amtya, Santaji Ghorpade, Dhanaji Jadhav, Khanderao Dabhade, Parsoji Bhosale, Harji raje Mahadik i Kanhoji Angre.

## Versions de viatgers estrangers contemporanis
Molts viatgers estrangers que van visitar l'Ídia durant el temps de Shivaji Maharaj, van escriure sobre ell.
- Abbe Carre va ser un viatger francès que va visitar l'Índia al voltant de 1670; la seva experiència va ser publicada amb el títol Voyage des Indes Orienteles mele de plusiers histories curieuses a Paris el 1699. Algunes cites:

| « | "Tot just havia guanyat una batalla o conquerit una ciutat en un extrem del regne que ja estava a l'altre extrem causant estralls i sorprenent llocs importants. A aquesta rapidesa de moviment va afegir, com Juli Cèsar, una clemència i bondat que li feien guanyar els cors d'aquells als que les seves armes havien derrotat." "En el seu valor i rapidesa no s'assembla al dolent rei de Suècia, Gustau II Adolf." | » |

- El viatger francès Francois Bernier va escriure en els seus Viatges per l'Índia Mogol:

| « | "Vaig oblidar d'esmentar que durant el saqueig de Sourate, Seva-ji, el Sant Seva-ji!, va respectar la casa del reverend pare Ambrose, el missioner caputxí. 'Els pares franciscans son bons homes', va dir 'i no han de ser atacats.' També va salvar també la casa d'un difunt neerlandès, perquè va assegurar que havia estat molt caritatiu en vida." | » |